# Serial Line Internet Protocol
Il Serial Line Internet Protocol (protocollo di interfaccia per linea seriale, SLIP), è un protocollo di rete di Livello datalink, usato per stabilire connessioni dirette tra due nodi specie su connessioni seriali asincroni via modem o diretti con l'ausilio di un null-modem. In passato costituiva uno degli standard più usati per l'IP commutato.

## Caratteristiche
Attraverso il protocollo SLIP un personal computer, collegato ad un host attraverso la linea telefonica tradizionale per mezzo di un modem, appare all'host come una porta ethernet della rete locale. In tal modo si stabilisce tra le due macchine un collegamento diretto, benché temporaneo, in cui i pacchetti di dati viaggiano in entrambe le direzioni.
Le specifiche di questo protocollo sono riportate dal RFC 1055. SLIP, per operare, richiede una configurazione della porta seriale a 8 bit, nessuna parità e controllo di flusso hardware o software.
Il protocollo SLIP non effettua la correzione dell'errore, lasciando questo compito ai protocolli di più alto livello.
Attualmente è ancora utilizzato sui microcontrollori in cui è importante l'overhead molto piccolo per l'incapsulamento dei pacchetti IP.

## Successore
È stato rimpiazzato dal più prestazionale Point-to-Point Protocol (PPP) che ha una migliore ingegnerizzazione, più funzionalità e la capacità di configurare i parametri IP prima della connessione.

## Bluetooth
Il protocollo SLIP attualmente è utilizzato da BlueCore Serial Protocol per la comunicazione fra moduli diversi e un computer utilizzando un collegamento wireless Bluetooth